# Megaloptidia nocturna
Megaloptidia nocturna là một loài Hymenoptera trong họ Halictidae. Loài này được Friese mô tả khoa học năm 1926.